# Llucià
|  | Per a altres significats, vegeu «Llucià (desambiguació)». |

Llucià de Samòsata (grec antic: Λουκιανὸς ὁ Σαμοσατεύς, llatí: Lucianus Samosatensis) va ser un important escriptor grec d'origen sirià, nascut a Samòsata, a la Commagena, cap a l'any 120.

## Biografia
Hauria viscut durant el segle ii, segons Suides en temps de Trajà i Hadrià, però probablement va florir més tard, en temps de Marc Aureli i Còmmode. Es va dedicar a l'estudi de la retòrica i la literatura. Va viure a Jònia, on no es va establir en cap ciutat massa temps i va aprofitar per perfeccionar la llengua grega, i després va fer d'advocat defensor a Antioquia, sense gaire èxit, segons Suides, i llavors es va dedicar a escriure discursos legals per als altres. No es quedà gaire temps a Antioquia, i va visitar Grècia, Itàlia, on va viure un temps a Roma per aprendre llatí, encara que el coneixement d'aquesta llengua no el va aconseguir mai del tot, i la Gàl·lia, on era mestre de retòrica, i on sembla que va tenir molt d'èxit i va guanyar molts diners. En aquella època era habitual que els mestres de retòrica i d'eloqüència anessin d'un lloc a l'altre on atreien a la gent amb les seves declamacions públiques. Els temes dels que parlaven eren normalment acusacions contra els tirans o panegírics sobre les persones valentes i bones. Se suposa que va viure molt de temps a Atenes, on va perfeccionar el coneixement del dialecte àtic i va fer una amistat duradora amb el filòsof cínic Demònax. A quaranta anys, segons algunes versions, va tornar a Síria havent passat per Macedònia, i va abandonar del tot la retòrica i es dedicà a escriure, segurament gràcies als diners que havia guanyat a la Gàl·lia. No se sap res de la seva vida allà, però en aquesta època va escriure les obres que li han donat més reputació, principalment les que ataquen a la religió i a la filosofia de l'època. La gran quantitat d'obres escrites suggereix que va passar-se molts anys al seu lloc natal, però devia fer viatges puntuals a Jònia i a Acaia, i devia visitar Olímpia entre els anys 160 i 165, ja que va veure l'auto-immolació de Peregrí Proteu, que descriu. Va morir a Egipte, on va anar per haver obtingut un nomenament, probablement sota l'emperador Còmmode cap a l'any 190. Es va casar a la mitjania de la seva vida i en una de les seves obres diu que va tenir un fill.
La naturalesa dels seus escrits li va crear molts enemics, que van parlar sempre malament d'ell. Suides diu que se l'anomenava Blasphemer, i que va morir destrossat per gossos, o potser per ràbia com a càstig per la seva impietat, però el Suides acostuma a inventar una mort horrible per aquells que defensen doctrines que no li agraden.
És recordat per les seves sàtires i per obres tan imaginatives que es consideren precursores del gènere literari de ciència-ficció.

## Obres
Va escriure llibres de diverses temàtiques:
Obres retòriques
- Περὶ τοῦ ἐνυπνίου, Somnium seu Vita Luciani
- ηρόδοτος, Herodotu sive Aötion
- Ζεύξις, Zeuxis sive Antiochus
- Ἀρμονίδης, Harmonides, o Ζύστασις, o Commendatio
- Σκύθης ? Πρόχενος, Scytha
- Ἱππίας ? Βαλανεῖον, Hippias seu Balneum[1]
- Προσλαλία ? Διόνυσος, Bacchus
- Προσλαλία ? Ἡρακλῆς, Hercules Gallicus
- Περί τοῦ ἠλέκτρου ἢ τῶν κύκνων, De Electro seu Cygnis
- Περὶ τοῦ οἴκου, De Domo
- Περὶ τῶν διφάδων, De Dipsadibus
- Τυραννοκτόνος, Tyransnicida
- Ἀποκηρυττομενος, Abdicatus
- Φάλαρις πρῶτος καὶ δεύτερος, Phalaris prior et alter
- Μυίας ἐγκώμιον, Encomium Muscae
- Πατρίδος Ἐγκώμιον, Patriae Encomium

Obres crítiques
- Δίκη φωνηέντων, Judicium Vocalium
- Λεχφάνης, Lexiphanes
- Πῶς δεῖ ἱστορίαν συγγράφειν, Quonmodo Historia sit conscribenda
- Ῥητόρων διδάσκαλος, Rhetorum Preceptor
- Ψευδολογιστής, Pseudologista
- Δημοσθένους Ἐγκώμιον, Demosthenis Encomium
- Ψευδφοσοφιστής, Pscudosophista

Biografies
- Ἀλέχανδρος ? Ψευδόμααντις, Alexander seu Pseu-domantis
- Δημώνακτος βίος Vita Demonactis
- Περι τῆς Περεγρίνου τελευτῆς, De Morte Peregrini[2]

Novel·les
- Λούκιος ? Ὄνος, Lucius sive Asinus.[3]
- Ἀληθοῦς ἱστορίας λόγος ά καὶ ?, Verae Historiae o Història vertadera.[4] Es tracta d'una novel·la curta però plena d'imaginació, en la qual narra un viatge a la lluna en un vaixell que és arrossegat per una sobtada tromba d'aigua. Allà hi troba uns habitants que no tenen anus, filen els metalls i el vidre per a fer-se roba, beuen suc d'aire, es poden llevar els ulls i tornar-se'ls a posar, els homes poden parir quan es casen entre ells (homes amb homes). Mentre el protagonista està a la lluna, hi té lloc una guerra entre els cavallers voltors sota les ordres de l'emperador selenita, que es diu Endimió, i els cavallers formiga, comandats per Faetó. El nom de cavallers voltors i formiga ve donat perquè en lloc d'anar muntats a cavall munten aquests altres animals. És, doncs, un dels precursors de la literatura de Ciència-ficció.

De tema semblant és l'Icaromènip, escrit on el filòsof real Menip de Gàdara, personatge cínic habitual en les seves sàtires contra la religió, aconsegueix volar ajudat d'una ala d'àguila i una altra de voltor des del mont Olimp fins a la Lluna, la qual troba que està habitada per esperits. Quan Mènip decideix volar fins al Sol, els déus, enutjats per la seva gosadia li roben les ales.
Diàlegs
- Πρὸς τὸν εἰπόντα Προμηθεύς εἶ ἐν λόγοις, Prometheus
- Προμηθεύς ? Καύκασος, Prometheus seu Caucasus
- Θεῶν Διάλογοι, Dialogi Deorum
- Ἐνάλιοι Διάλογοι,  Dialogi Marini
- Ζεύς Ἐλεγχόμενος, Jupiter Confutatus
- Ζεύς τραγψδός, Jupiter Tragoedus
- Θεῶν ἐκκλησία, Deorum Concilium
- Τὰ πρὸς Κρόνον, Saturnalia
- Βίων πρᾶσις, Vitarum Auctio
- Ἁλιεύς ? Ἀναβιοῦντες, Piscator seu Reviviscentes
- Ἐρμότιμος
- Εὐνοῦχος, Eunuchus
- Φιλοψευδής
- Δραπετραί, Fugitivi
- Συμπόσιον ? Λαπίθαι, Convivium seu Lapithae
- Περὶ παρασίτου ?τοι τέχνη Παραδιτική, Nigrinus and the Parasite
- Τίμων ? μισάνθρωτος, Timon
- Νεκρικοὶ Διαλογοι, Diologi Mortuorum
- Μένιππος ? Νεκυομαντεία, Necyomanteia
- Ἰκαρομένιππος ? Ὑπερνέφελος, Icaro-Menippus
- Χάρων ? ἐπισκοῦνοτες, Contemplantes
- Κατάπλους ? Τύραννος, Cataplus sive Tyrannus
- Ὄνειρος ? Ἀλεκτρύων, Somnvium seu Gallus
- Δὶς κατηγορούμενος, Bis Accusatus
- Κρονοσόλων, Crone Solon
- Ἐτιστολαί Κρονικαί, Epistolae Saturnales
- Ἔρωτες
- Ἑταιρικοί Διάλολοι, Dialogi Meretricii[5]
- Πλοῖον ὴ Εὐχαί, Narigium scu Vota
- Εἰκόνες, Imagines
- Ὑπὲρ τῶν Εἰκόνων, Pro Imaginibus
- Τόξαρις, Toxaris
- Ἀνάχαρσις, Anacharsis
- Περὶ ὀρχήσεως, De Saltatione
- Διάλεξις πρὸς Ἡσίοδον, Dissertatio cum Hesiodo

Poemes
- Τραγοποδάγπα, Tragopodagra
- Ὠκίπους, Ocypus

Miscel·lània
- Πρὸς τον εἰπόντα Προμηθε?ς εἶ ἐν λόγοις, Ad eum qui dixerat Prometheus es in Verbis. Περὶ θυσίων, De Sacrificiis
- Περὶ τῶν ἐπὶ μισθῷ συνόντων, De Mercede Conductis
- Ἀπυλογία περὶ τῶν ἐπὶ μ. συν., Apologia pro de Merc. Cond.
- Ὑπὲρ τοῦ ἐν τῇ προσαγορεύσει πταίσματος, Pro Lapsu in Salutando
- Περὶ πενθοῦς, De Luetu
- Πρὸς ἀπαίδεντον, Adversus Indoctum
- Περὶ τοῦ μὴ ῥᾳδίως πιστεύειν διαβολῆ, νον τεμερε ξρεδενδε?, Non temere credendvm esse Delationi

Obres atribuïdes erròniament
- Ἀλκὑων ἢ περι Μεταμορφώσεως, Halcyon seu de Transformatione
- Περὶ τῆς Ἀστρολογίης, De Astrologia
- Περὶ τῆς Συρίης θοῦ, De Dea Syria
- Κυνικός, Cynicus
- Χαρίδημος ἢ περὶ καλλοῦς, Charidemus seu de Pulchro
- Νέρων ἢ περὶ τῆς ὀρυχῆς τοῦ Ἰσθμοῦ, Nero, seu de Fossione Isthmi

## Ressò dels seus escrits

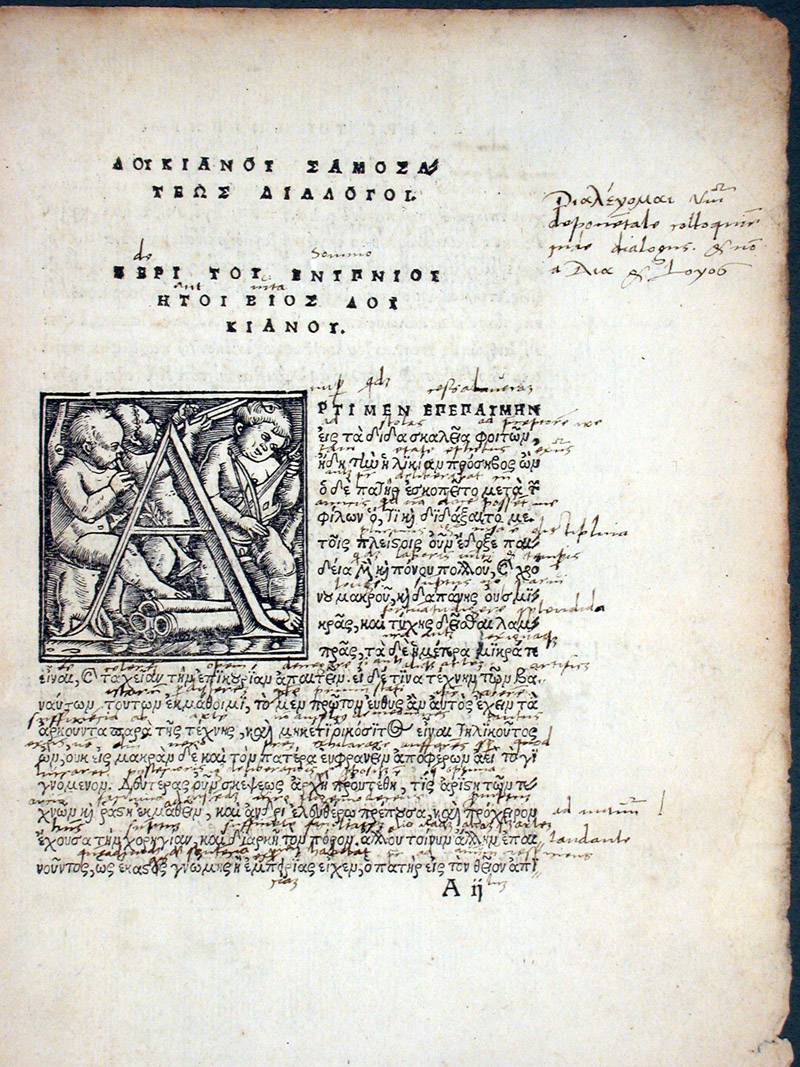
Somnium de Llucià

Va causar gran impacte entre els seus contemporanis i va ser imitat per d'altres, per exemple per Cels. Però va ser en el Renaixement quan més se'l va valorar. Leon Battista Alberti, al segle xv en Momo o el príncep (1450) denota la influència de Llucià. Al llarg del segle xvi altres autors el segueixen: Erasme de Rotterdam en els Col·loquis (1517), François Rabelais en el Pantagruel (1532) i en Gargantua (1534), Bonaventure des Périers en Cymbalum mundi (1537); o en escrits d'autors com Maquiavel. Miguel de Cervantes el va fer servir de model per a escriure el Coloquio de los perros. Francisco de Quevedo va escriure Sueños, d'inspiració lluciana i Diego Saavedra Fajardo va emprar la sàtira llucianesca en alguns dels seus diàlegs de caràcter polític. Com a precursor de la ciència-ficció va servir d'inspiració a Swift (Viatges de Gulliver), Cyrano de Bergerac (Viatge a la lluna), Bernard le Bovier de Fontenelle. Voltaire va resultar tenir molts punts en comú amb Llucià, malgrat els segles de diferència entre ambdós escriptors.

## Obra traduïda al català (per ordre alfabètic de títol)
- Contra un ignorant que comprava molts llibres ; Un intel·lectual sense cultura. Introducció i traducció de Sergi Grau Guijarro. Martorell: Adesiara, 2013.[7]
- Converses de meuques. Introducció i traducció de Sergi Grau Guijarro. Martorell: Adesiara, 2008.[8]
- Diàlegs dels déus i de les divinitats marines. Traducció de J. Farran i Mayoral. Barcelona: Grafos, 1937.
- Icaromenip o l'home estratosfèric / Menip o la consulta dels morts. Traducció de Cristian Tolsa. Martorell: Adesiara, 2019.[9]
- Llucià; Jufresa, Montserrat. Text revisat, introducció i versió de Montserrat Jufresa. Obres. Vol. I: Diàlegs dels déus / Diàlegs marins.  Barcelona: Fundació Bernat Metge, 1966 (Escriptors grecs).
- Llucià; Almirall i Sardà, Jaume (trad). Història de Lluci, l'home que es va convertir en ruc.  Barcelona: RBA, 2004. ISBN 9788478711840.
- Històries verídiques. Introducció, traducció i notes d'Albert Berrio Morán. Barcelona: La Magrana, 1995. 98 p.. Col·lecció L'Esparver clàssic; 15 ISBN 8474108217
- Obres Text (revisat, introducció i versió de Montserrat Jufresa). 2 vol..  Barcelona: Fundació Bernat Metge, 1966-1990, p. 161, 261 (Col·lecció catalana dels clàssics grecs i llatins (Text i traducció)). ISBN 8472254712.
- Paràsit i altres elogis. Traducció de Cristian Tolsa. Martorell: Adesiara, 2024.